# Floyd Gibbons
Floyd Gibbons (ur. 16 lipca 1887, zm. 24 września 1939) – amerykański korespondent wojenny.

## Wyróżnienia
Posiada swoją gwiazdę na Hollywoodzkiej Alei Gwiazd.